# Sam Bird
Sam Jamie Bird (Roehampton, 9 de janeiro de 1987) é um automobilista britânico que atualmente compete na Fórmula E pela equipe Neom McLaren Formula E Team. Está na categoria desde a primeira temporada, quando estreou pela Virgin, tendo passagens pela Envision e pela Jaguar. Foi campeão do Mundial de Endurance de 2015 na classe LMP2, vice-campeão do Mundial de Endurance na classe LMGTE Pro em 2016 e vice-campeão da GP2 Series em 2013.

## Biografia
Sam Bird estudou na Charterhouse School até o GCSE, equivalente ao secundário, se transferindo para a Millfield School em Somerset. Bird é um grande fã do futebol, sendo torcedor do Manchester United.

## Carreira

### Kart
Bird apareceu pela primeira vez na cena do kart em 2002, aos 15 anos, tendo uma bem-sucedida temporada de dois anos competindo em karts no Reino Unido e na Europa.

### Fórmula BMW
Bird fez seu nome em corridas de monopostos na Fórmula BMW, terminando sua temporada de estreia em décimo quarto. Ele foi vice-campeão in 2005, que foi apenas sua segunda temporada na categoria e foi também o quarto na Formula BMW world final.

### Fórmula Renault
Em 2006, Bird entrou na Fórmula Renault britânica, na qual ele ganhou quatro corridas e terminou o campeonato em quarto, 111 pontos atrás do campeão Sebastian Hohenthal.

### Fórmula 3

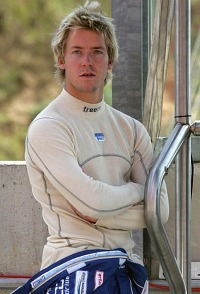
Sam Bird em 2007

Em 2007, Bird correu na Fórmula 3 britânica pela Carlin Motorsport, correndo em uma Mercedes. Em março de 2007 Bird garantiu um patrocínio da BP, "A marca já é uma proeminente no Campeonato Mundial de Rali" Mark Reader, gerente de vendas de combustível da BP no Reino Unido, "Sam tem um grande potencial e nós estamos empolgados em estar criando uma parceria nessa etapa de sua carreira" ele adicionou. Bird foi eleito para a Motor Sports Association em abril de 2007, junto com outros 5 pilotos em diversas categorias britânicas além de ter feito testes de aerodinâmica para a Williams.

Bird foi para a Manor Motorsport e para a Fórmula 3 Euro Series em 2008 além de ter tido um ano de testes, terminando em 11º  no campeonato com 23 pontos - 16 que vieram de segundos lugares durante corridas de sábado em Catalunha na Le Mans, os 7 pontos restantes foram obtidos em apenas três corridas.

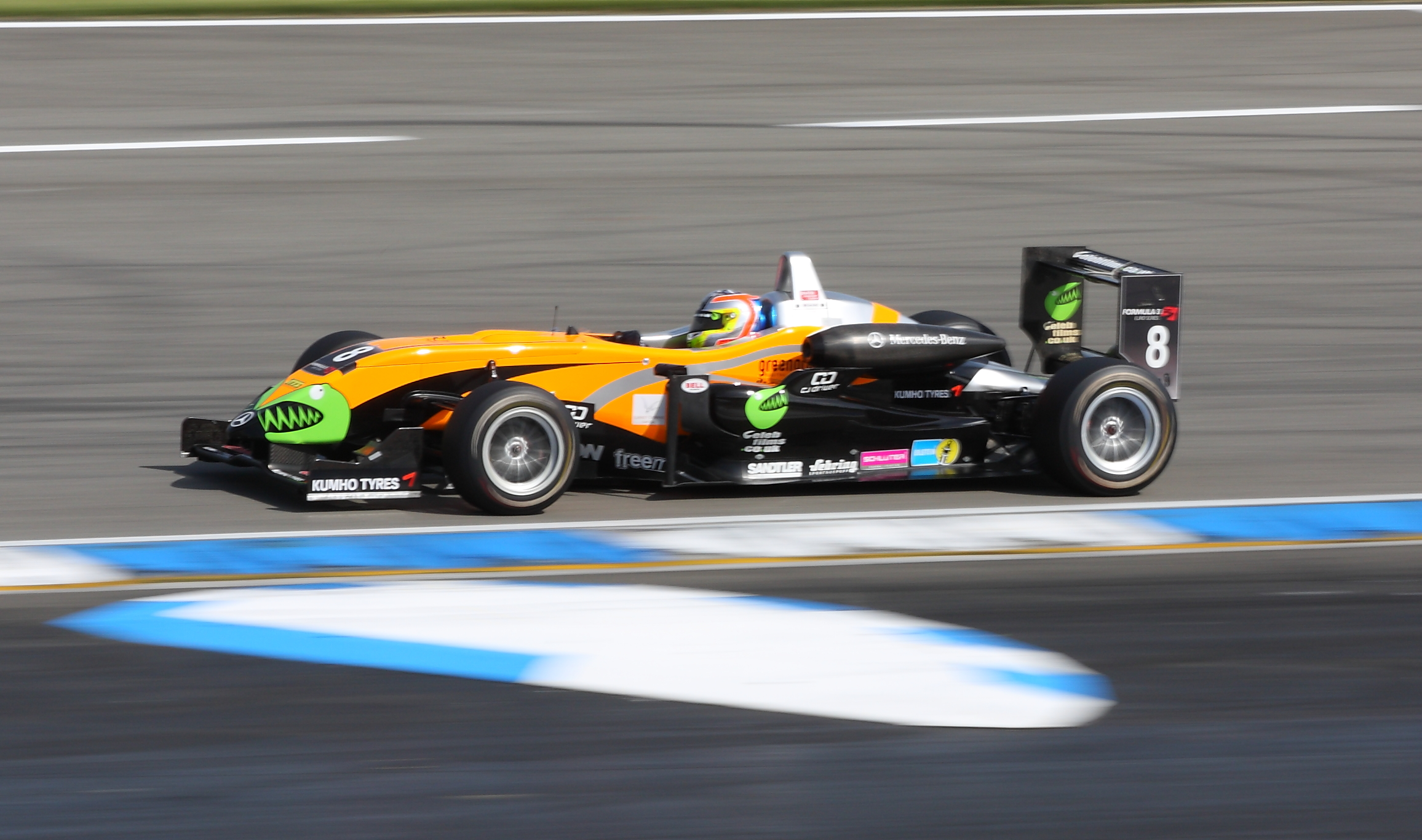
Sam Bird na Fórmula 3 europeia em Hockenheimring (2009)

Em 2009, seu segundo ano na Fórmula 3 Euro Series, Bird foi para a Mücke Motorsport, tendo como companheiros os alemães Christian Vietoris e Marco Wittmann, além do compatriota Alexander Sims. Bird conseguiu uma pole e um pódio na corrida de abertura do campeonato em Hockenheimring. Teve mais três pódios no ano, pontuando em doze das dezoito etapas que largou, mas não obteve nenhuma vitória, ao contrário de Sims e Vietoris. Assim, Bird não fez as duas últimas corridas da rodada final da Euro Series. Com 40 pontos, Bird ficou com a oitava colocação, apenas dois pontos a menos do que o sétimo Roberto Merhi, e distante de Sims, quarto colocado, e de Vietoris, vice-campeão.

### GP2
Sam Bird não participou da última etapa da Fórmula 3 Euro Series para fazer um teste pela ART Grand Prix na GP2 asiática no circuito de Yas Marina em Abu Dhabi. Ele correu na temporada de 2009-10 pela equipe, temporada na qual ele terminou em sétimo com um segundo lugar na última prova.
Bird disputou a GP2 Series de 2010 pela ART, tendo cobiçado uma vaga na equipe francesa. Ele foi rápido mas ao mesmo tempo azarado, perdendo potenciais resultados cruciais por problemas técnicos, no motor e colisões que não ocorreram por sua culpa. Entretanto, ele geriu a corrida para poder construir sua própria vitória em Monza, assim como fazer sua terceira volta mais rápida da temporada.
Em 2011, Bird foi para a mesma equipe de Marcus Ericsson, a iSport International. Sua campanha na GP2 asiática resultou em três abandonos em quatro corridas, mas depois de um grande começo na temporada principal da GP2, ele era o segundo no campeonato de pilotos depois de quatro corridas, com o mesmo número de pontos do líder Romain Grosjean. Depois do auge, porém, ele gradativamente foi caindo no campeonato e terminou a temporada em sexto.

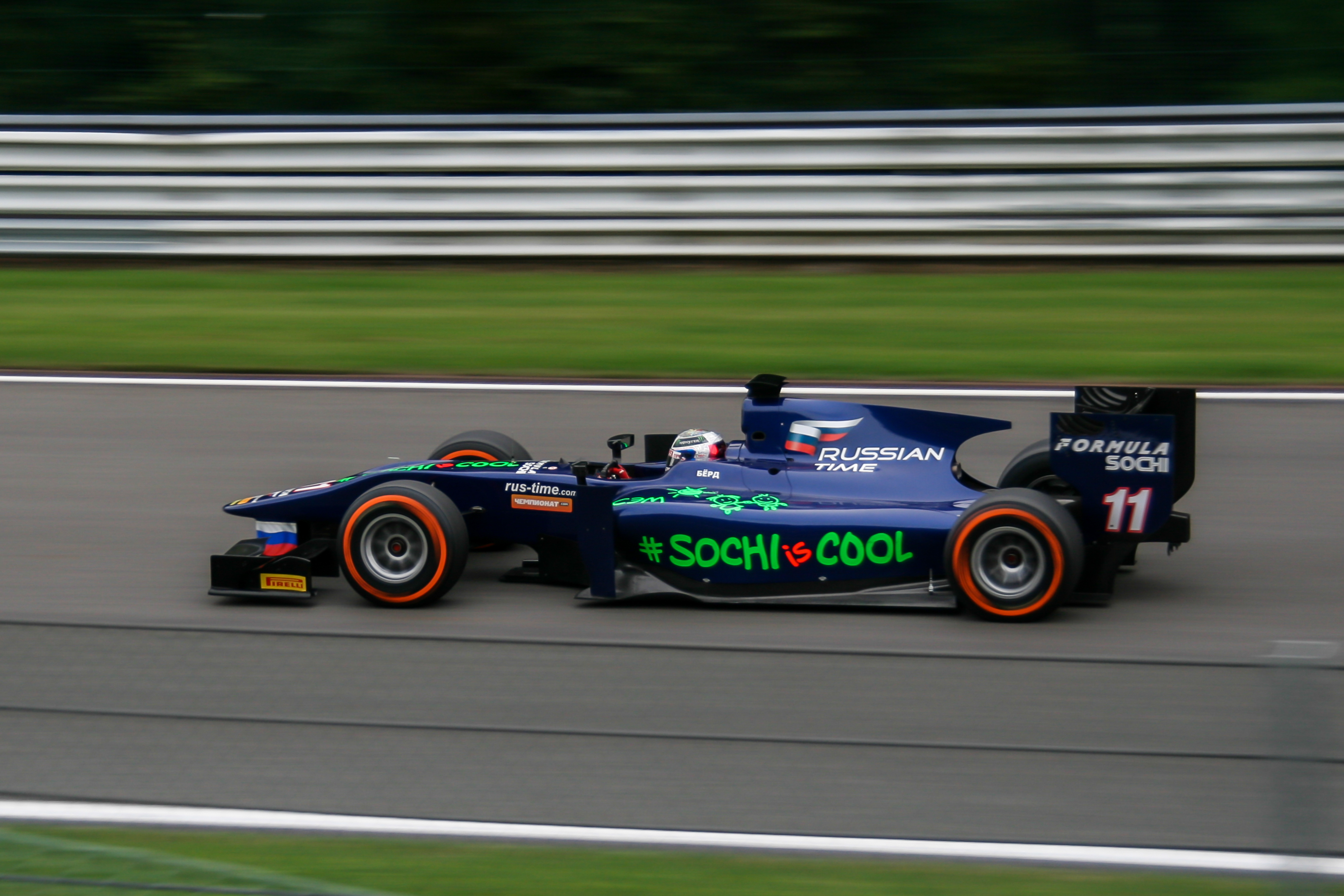
Bird correndo na Bélgica na GP2 de 2013.

Bird competiu pela estreante Russian Time em 2013 e conseguiu uma grande temporada. O britânico ganhou cinco corridas ficando em segundo lugar no campeonato, levando a corrida que decidia o campeonato para o último fim de semana, concorrendo com o líder Fabio Leimer e também com Stefano Coletti, Felipe Nasr e James Calado, que tinham chances mais remotas do que Bird. Mas o título ficou para o veterano Leimer, que superou Bird por 20 pontos. O desempenho de Sam Bird junto com o de seu companheiro de equipe Tom Dillmann segurou à Russian Time o primeiro lugar no campeonato de construtores da GP2.

### Fórmula Renault 3.5
Entre suas duas últimas temporadas na GP2, Sam Bird competiu na Fórmula Renault 3.5 de 2012. Ele ganhou duas corridas e conseguiu cinco pódios chegando na corrida final em uma batalha contra Robin Frijns e Jules Bianchi pelo campeonato. Ele perdeu o título por apenas dez pontos e terminou o campeonato em terceiro.

### Fórmula 1
Em 16 de novembro de 2010 ele participou do teste de jovens pilotos em Abu Dhabi pela Mercedes.

### Campeonato Mundial de Endurance

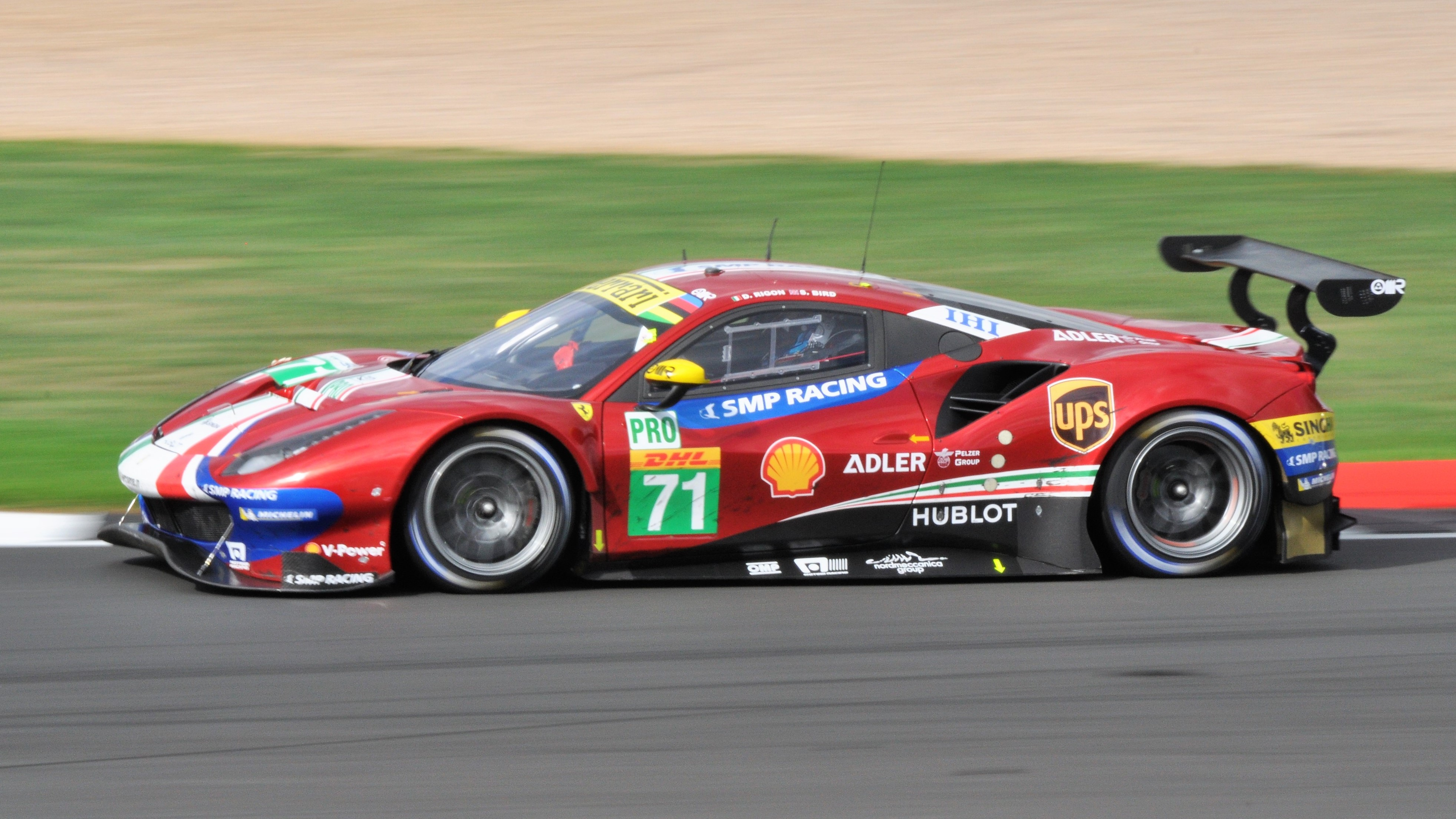
Sam Bird no Campeonato Mundial de Endurance de 2018

Em 2014, Bird participou duas vezes como convidado pela AF Corse do Campeonato Mundial de Endurance da FIA. A primeira corrida foi em seu país nas 6 Horas de Silverstone, na qual ele ficou em terceiro na categoria GTE Amateur. Sua segunda participação foi na tradicional 24 Horas de Le Mans. Sam Bird conseguiu a pole position na categoria GTE Amateur, ficou em segundo na classificação geral. Ele correu na primeira parte da corrida, segurando a liderança da GTE Am até ele colidir com outros carros em condições molhadas na reta de Mulsanne o colocando fora da corrida na segunda hora.

### Fórmula E

#### Virgin Racing

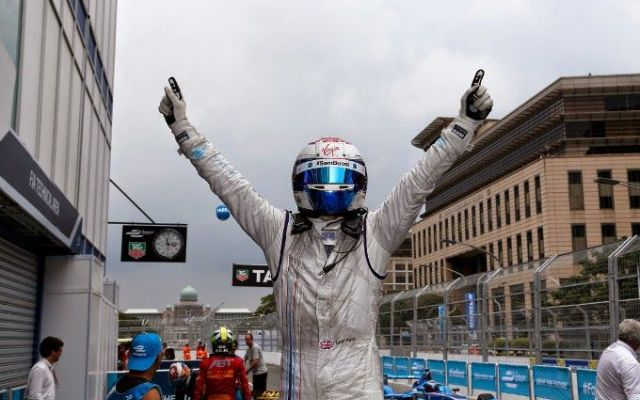
Sam Bird comemorando a vitória no ePrix de Putrajaia de 2014.

Na temporada de 2014-15, Bird começou a pilotar pela equipe Virgin Racing, do empresário Richard Branson, ao lado de Jaime Alguersuari. Ele conseguiu um terceiro lugar logo na primeira corrida, o ePrix de Pequim. Na segunda corrida, em Putrajaia, Bird conseguiu a vitória depois de largar em segundo. No ePrix de Punta del Este ele não conseguiu uma boa classificação e largou apenas em 18º, durante a corrida ele sofreu uma colisão. Outra corrida problemática foi a de Long Beach: depois de começar em 11º ele enfrentou problemas com a suspensão e abandonou a prova. No caótico começo da corrida de Mônaco Bird conseguiu gerir sua corrida e chegou em quarto após largar apenas em 12º. A última corrida da temporada foi em Londres, onde Bird largou em quarto e terminou em segundo. Porém, o ganhador da corrida, Stéphane Sarrazin, foi punido em 49 segundos e Bird então recebeu o primeiro lugar. Ele terminou o campeonato com 103 pontos e em quinto lugar na classificação geral.

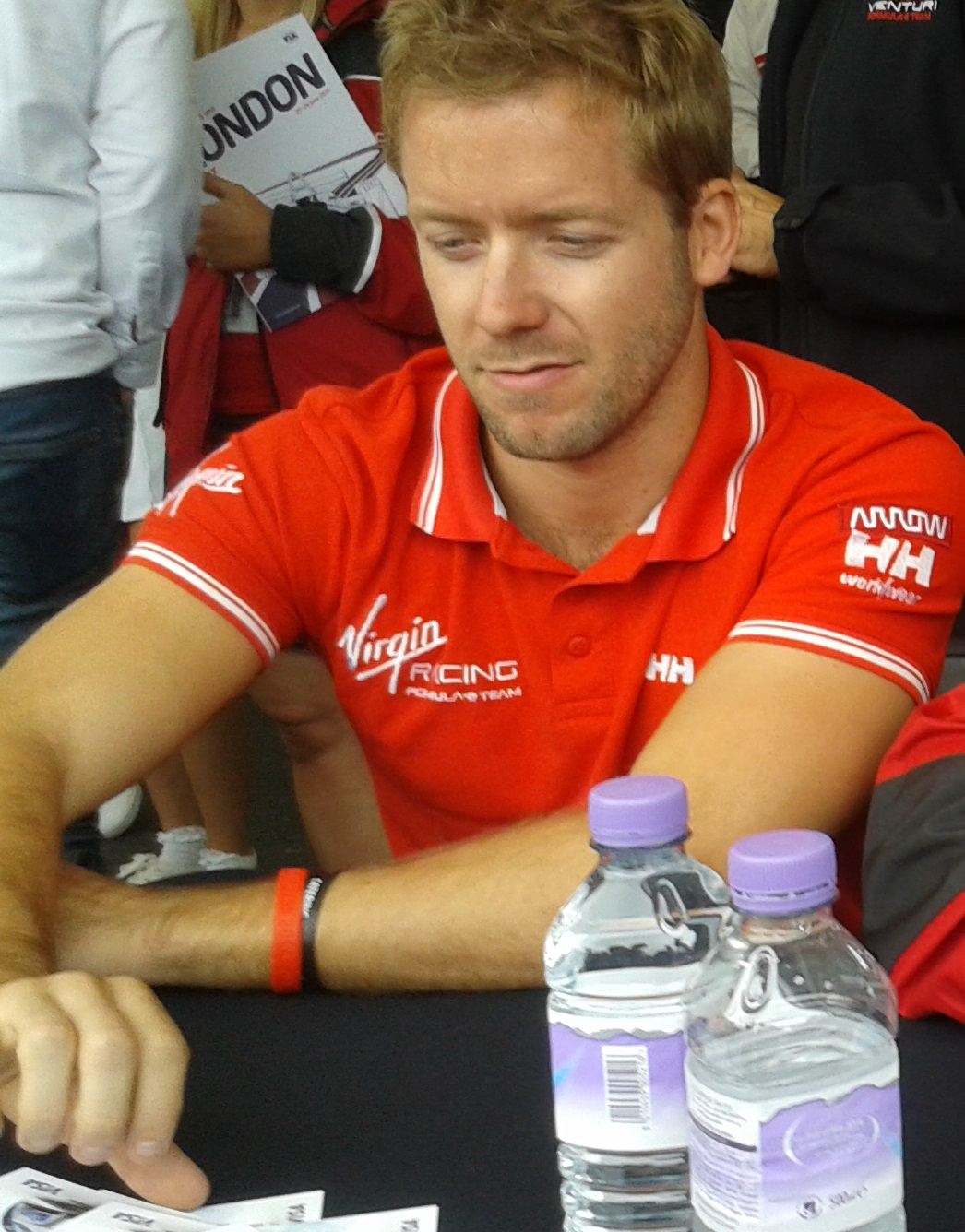
Sam Bird em 2015

Na segunda temporada, Bird não fez uma boa primeira corrida, ele conseguiu apenas um nono lugar na classificação e um sétimo na corrida. No ePrix de Putrajaia Bird também não fez uma boa classificação largando apenas em 14º. Mas depois de uma boa corrida de recuperação, Bird conseguiu o segundo lugar. Na terceira corrida, Sam Bird conseguiu fazer uma excelente classificação e largou em terceiro lugar, porém, com apenas 17 voltas de prova, Bird saiu da corrida. No ePrix de Buenos Aires Bird fez novamente uma grande classificação, conseguindo sua primeira pole position na Fórmula E. Durante a corrida Bird manteve o primeiro lugar e no final da corrida segurou Sébastien Buemi, que vinha de uma espetacular recuperação do último lugar. No quinto ePrix da temporada Bird novamente não fez uma boa classificação conseguindo apenas o 11º lugar, durante a corrida Bird conseguiu algumas posições e chegou em sexto ao final da corrida. Na sexta corrida da temporada Bird fez o segundo tempo na classificação mas ganhou o primeiro lugar após António Félix da Costa ser desclassificado. Durante a corrida, porém, Bird não teve um grande desempenho e perdeu cinco posições, chegando em sexto. No ePrix de Paris, Bird conseguiu sua segunda pole na Fórmula E, mas não conseguiu o mesmo desempenho da primeira vez, após perder uma posição para o líder da temporada, Lucas Di Grassi, na largada. Bird perdeu ainda na primeira volta outra posição para seu companheiro de equipe, Jean-Éric Vergne, fato que gerou uma desavença na equipe, Bird terminou a corrida em sexto. Na etapa de Berlim, Bird fez uma satisfatória classificação e conseguiu o sexto tempo, mas após uma série de punições por irregularidades, Bird ganhou duas posições e largou em quarto, na corrida, Bird teve um péssimo desempenho e chegou apenas em 11º, fora da zona de pontuação. Na primeira corrida da última etapa do campeonato Sam Bird fez novamente uma satisfatória classificação, largando em sétimo, na corrida, apenas manteve a posição. Na última corrida da temporada Bird novamente teve uma fraca classificação e largou apenas do oitavo lugar. Durante a corrida, Bird saiu logo na sexta volta. Bird terminou o campeonato com 88 pontos e mesmo com quase 20 pontos a menos que na temporada anterior, o piloto terminou em quarto na classificação geral, uma posição acima que na temporada passada.

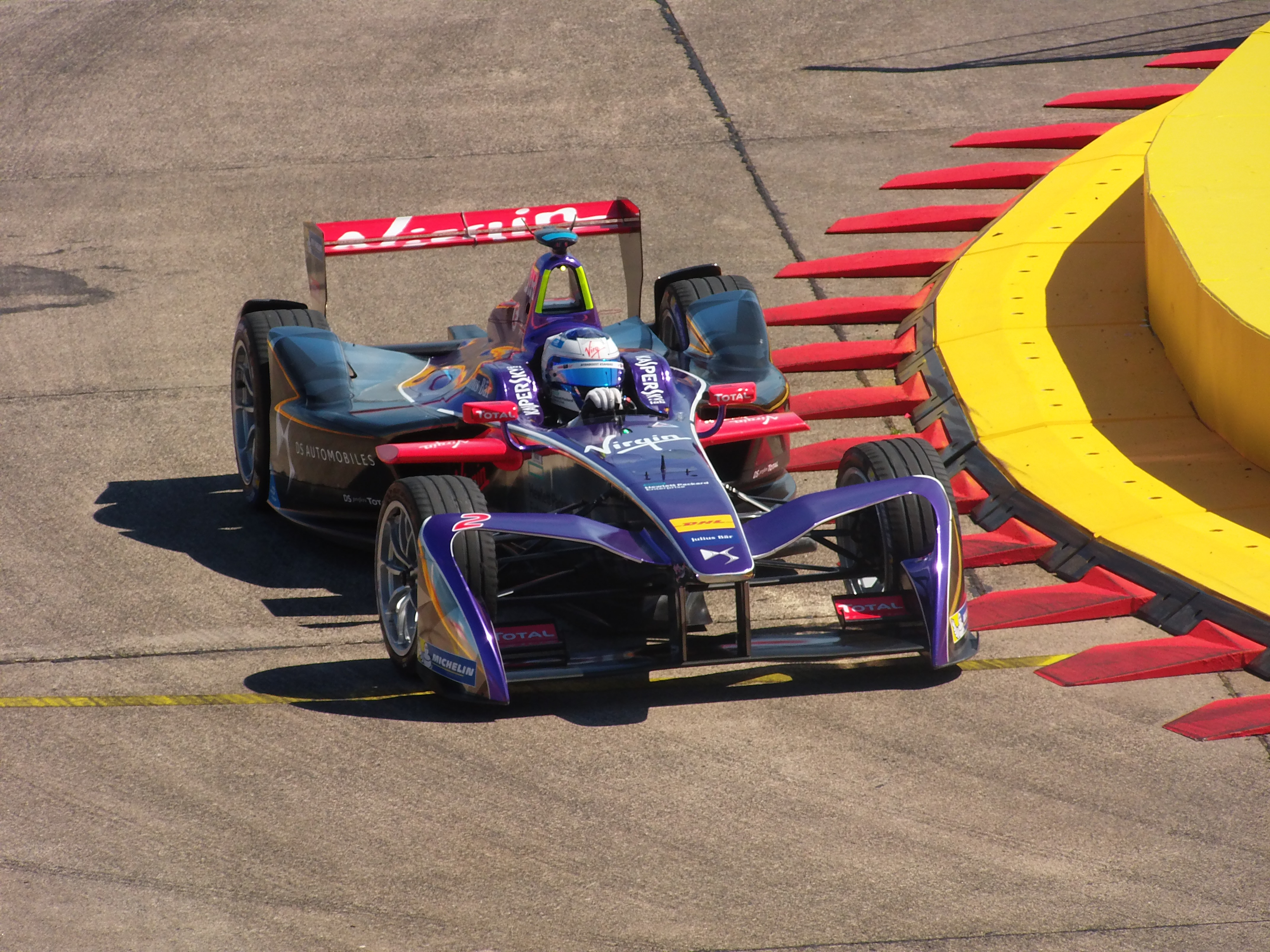
Sam Bird no ePrix de Berlim de 2017.

Bird começou sua 3ª temporada com um 13º lugar em Hong Kong após liderar a corrida e perder mais de um minuto durante a sequência de pit-stop. Ele se recuperou desse resultado terminando em segundo na rodada seguinte em Marraquexe, após o que Bird afirmou que "estar no pódio [foi] como uma vitória". Após uma colisão com Jérôme d'Ambrosio na volta final em Buenos Aires, o britânico voltou ao pódio com uma corrida sólida no ePrix da Cidade do México. Em Mônaco, Bird danificou a suspensão do seu carro após bater nas barreiras nos estágios iniciais da corrida - ele ainda conseguiu marcar a volta mais rápida em seu segundo carro. Após três corridas nas quais ele só conseguiu coletar um total de 13 pontos, Bird se tornou o primeiro piloto a vencer duas corridas consecutivas na cidade de Nova York. Ele marcaria mais dois top cinco nas corridas em Montreal e terminou em quarto na classificação dos pilotos, cinco posições à frente do companheiro de equipe José María López.
Na abertura da temporada 2017–18 em Hong Kong, Bird começou em 2º no grid depois de quase ter girado seu carro no grampo em sua volta rápida. Durante a corrida, ele passou Jean-Éric Vergne para a liderança, mas bateu no pitlane ao fazer sua parada e atingiu um mecânico. Posteriormente, ele recebeu uma penalidade de drive through, mas no final ainda saiu na liderança da corrida e venceu e assumiu a liderança no campeonato de pilotos pela primeira vez em sua carreira na Fórmula E. Bird recebeu uma penalidade de 10 posições no grid pelo incidente e começou a segunda corrida em 13º. Ele terminaria em 5º, após a desqualificação pós-corrida de Daniel Abt, e manteria sua liderança no campeonato. Bird terminaria em 3º lugar no campeonato com 143 pontos, apenas 1 ponto atrás do segundo colocado Lucas di Grassi, e 55 atrás do campeão Vergne.

#### Envision

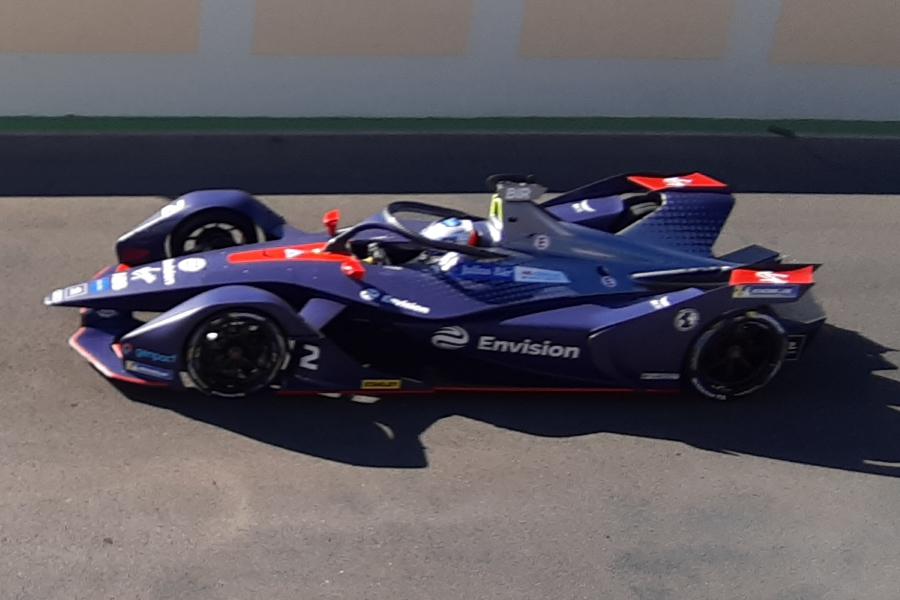
Bird no ePrix de Marraquexe de 2019

A Virgin foi renomeada para Envision, e Bird seguiu com a equipe para 2018–19. O primeiro pódio de Bird na temporada veio no ePrix de Marraquexe de 2019, terminando em 3º após conquistar a pole position. Em 26 de janeiro de 2019, ele se tornou o primeiro piloto de Fórmula E a vencer uma corrida em todas as temporadas da Fórmula E, após vencer o ePrix de Santiago de 2019. Bird terminou a temporada em 9º lugar, acumulando um total de 85 pontos.
Seguindo para 2019–20, o britânico mais uma vez fez parceria com seu companheiro de equipe Robin Frijns. Bird venceu a corrida de abertura da temporada, em Daria, mas uma colisão com Mitch Evans lhe impediu de repetir o resultado na corrida 2. Em Santiago, Bird disparou do 16º para o 10º lugar, alcançando a volta mais rápida da corrida. No ePrix da Cidade do México de 2020, ele caiu do 2º lugar nos estágios finais da corrida. Em Marraquexe, ele terminou em 10º novamente após começar em 14º. O resto da temporada foi suspenso devido à pandemia de COVID-19, durante a qual Bird anunciou que estava deixando a Envision para se juntar à Jaguar Racing. O final da 6ª temporada foi realizado no Circuito Urbano do Aeroporto de Tempelhof, entre 5 e 13 de agosto. Bird terminou a primeira corrida em 3º e a segunda em 6º. Ele terminou as três corridas seguintes em 13º, 11º e 20º depois de ser pego em um engavetamento na primeira volta. Em sua última corrida pela Envision, Bird terminou em 5º depois de largar em 14º e fazer a volta mais rápida. Ele terminou a temporada em 10º na classificação com 63 pontos.

#### Jaguar
Após permanecer seis temporadas com a Virgin/Envision, em 14 de julho de 2020, foi anunciado que Bird iria se transferir para a Jaguar Racing para a disputa da temporada de 2020–21. O britânico venceu em Daria na estreia pela famosa marca britânica e produziu uma impressionante corrida de zero a herói em Nova York, celebrando com o popular cântico britânico "It's coming home" ("Está voltando para casa" em português). Ele chegou a liderar o campeonato, no entanto, sua disputa pelo título terminou em branco em Londres e problemas em Berlim, fazendo com que ele terminasse a temporada em sexto.
Ele permaneceu na equipe Jaguar para as disputas das temporadas seguintes.

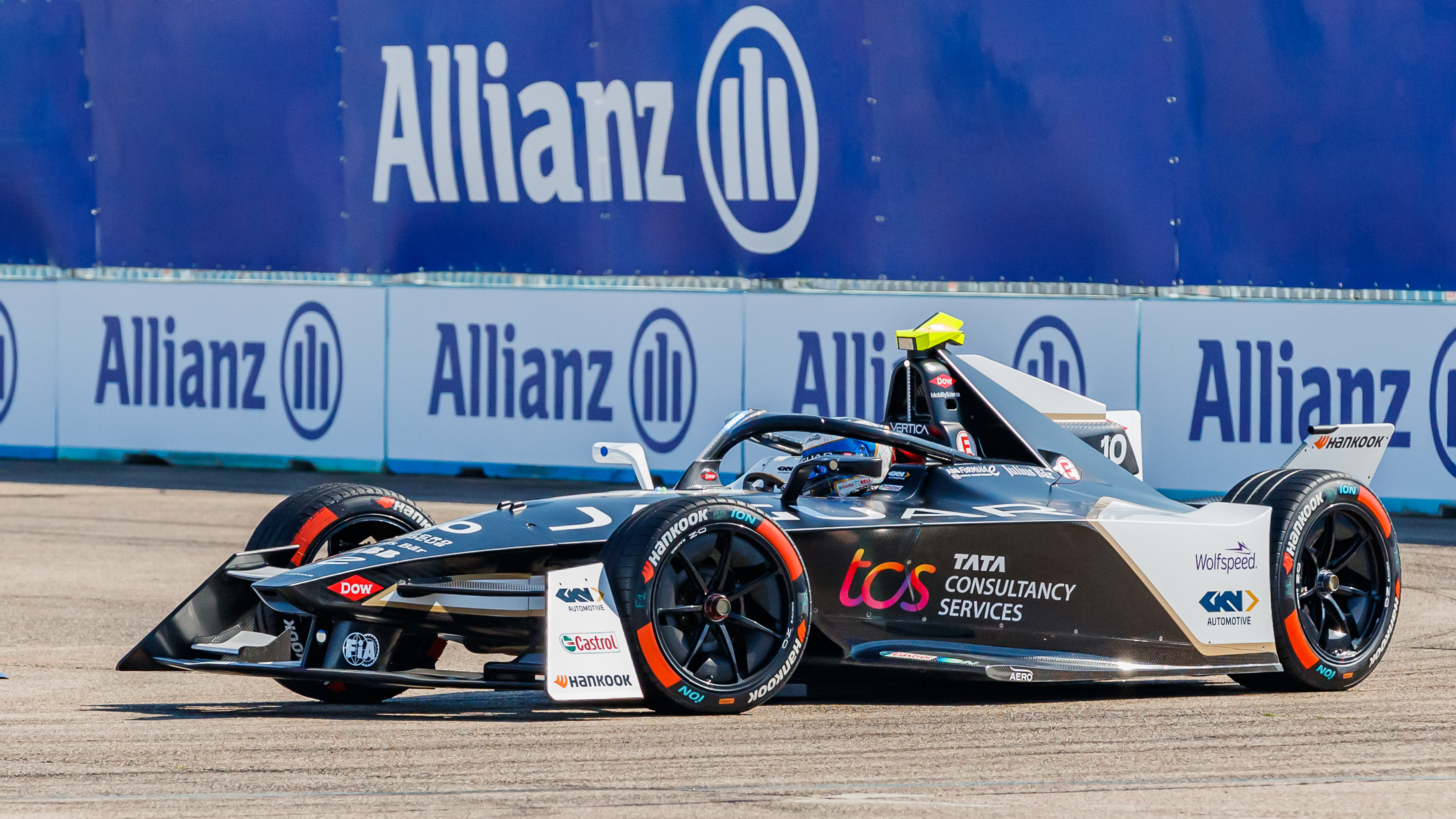
Bird no ePrix de Berlim de 2023

A 8ª temporada foi, sem dúvida, a mais decepcionante para o britânico até agora. Apenas 13º na classificação e 51 pontos foi uma surpresa. Ainda mais chocante foi que um dos pilotos mais experientes da Fórmula E não conseguiu vencer em uma temporada pela primeira vez e nem sequer subiu ao pódio. 
O início da era GEN3 em 2022–23 viu uma mudança na sorte do piloto nascido em Roehampton, que conquistou quatro pódios, incluindo um P2 em Berlim. No que seria sua última temporada na Jaguar, Bird melhorou seu desempenho, terminando em oitavo no campeonato com 95 pontos. Mas ele se envolveu em incidentes como o de Haiderabade, em que ele acertou o carro de seu companheiro Mitch Evans, e bateu novamente em Jacarta, sendo substituído por Nick Cassidy ao final da temporada.

#### McLaren

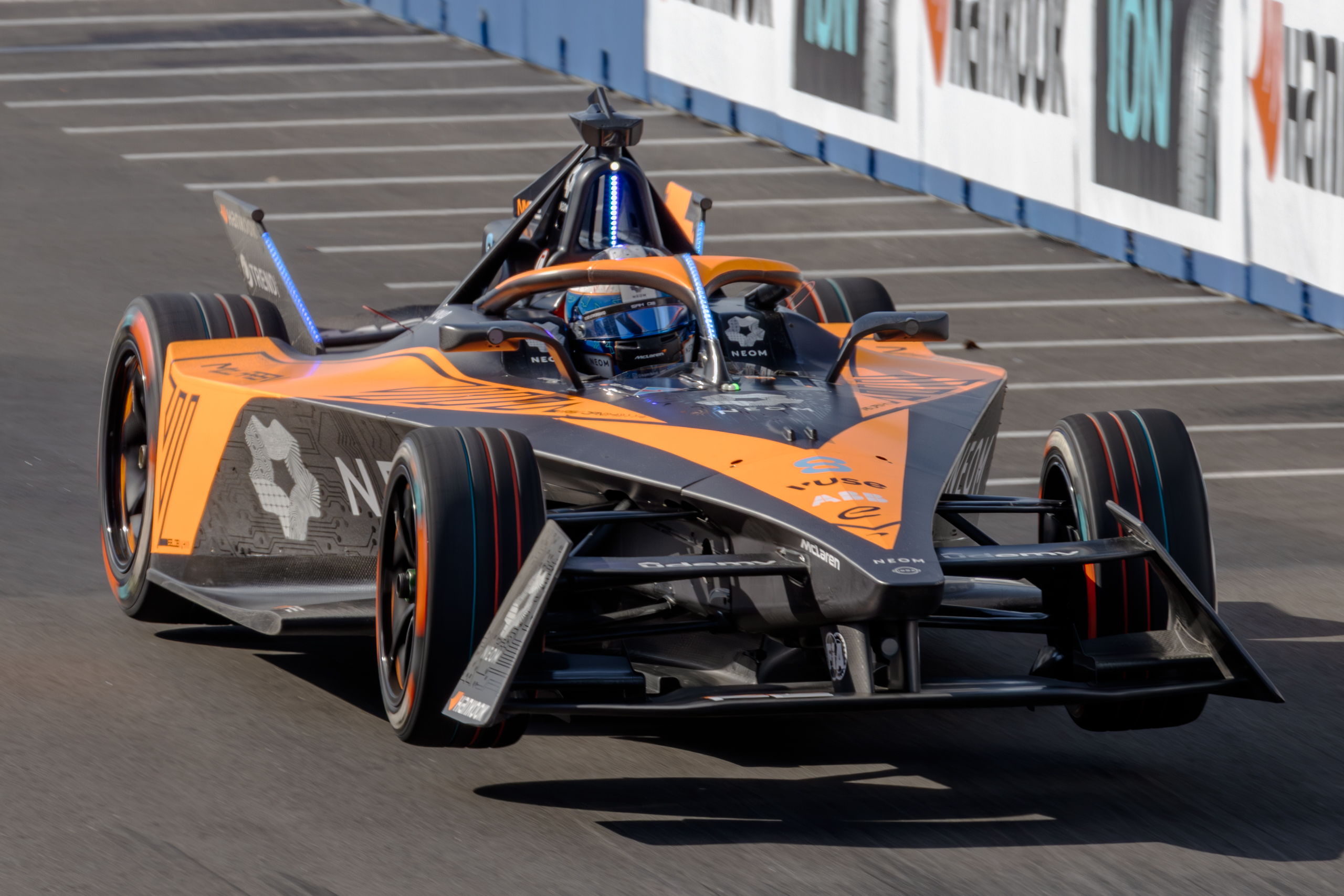
Bird nos treinos do ePrix de Tóquio de 2024

Em 24 de agosto de 2023, foi anunciado a contratação de Bird pela equipe Neom McLaren Formula E Team para a disputa da temporada de 2023–24. Bird substituiu René Rast, que estava deixando a categoria, e foi companheiro do seu compatriota Jake Hughes. A mudança até agora rendeu dividendos para o experiente britânico, já que os fãs da Fórmula E finalmente o viram de volta no degrau mais alto do pódio, após uma corrida brilhante na quarta rodada em São Paulo, após superar Mitch Evans na penúltima curva da última volta.
Infelizmente, Bird teve que perder várias corridas depois de machucar a mão em Mônaco, sendo substituído pelo jovem compatriota Taylor Barnard. Bird retornou em Xangai, mas só pontuou mais duas vezes e fechou a temporada em 13º, com os mesmos 48 pontos de Hughes, mas Sam levou a melhor por ter feito essa quantidade de pontos com menos corridas e ainda ter vencido uma vez.
Ele permaneceu na equipe McLaren para a disputa da temporada seguinte, ganhando a companhia de Barnard em tempo integral.

## Resultados

### Fórmula 3 Euroseries
| Ano  | Equipe           | Chassis          | Motor    | 1        | 2       | 3        | 4       | 5         | 6         | 7        | 8       | 9        | 10       | 11       | 12       | 13        | 14       | 15        | 16        | 17      | 18       | 19       | 20        | Clas. | Pontos |
| ---- | ---------------- | ---------------- | -------- | -------- | ------- | -------- | ------- | --------- | --------- | -------- | ------- | -------- | -------- | -------- | -------- | --------- | -------- | --------- | --------- | ------- | -------- | -------- | --------- | ----- | ------ |
| 2008 | Manor Motorsport | Dallara F308/036 | Mercedes | HOC 1 10 | HOC 2 6 | MUG 1 14 | MUG 2 8 | PAU 1 Ret | PAU 2 11  | NOR 1 14 | NOR 2 8 | ZAN 1 4  | ZAN 2 6  | NÜR 1 22 | NÜR 2 19 | BRH 1 Ret | BRH 2 19 | CAT 1 2   | CAT 2 18  | BUG 1 2 | BUG 2 11 | HOC 1 16 | HOC 2 Ret | 11º   | 23     |
| 2009 | Manor Motorsport | Dallara F308/042 | Mercedes | HOC 1 3  | HOC 2 6 | LAU 1 5  | LAU 2 3 | NOR 1 8   | NOR 2 Ret | ZAN 1 8  | ZAN 2   | OSC 1 12 | OSC 2 20 | NÜR 1 4  | NÜR 2 8  | BRH 1 6   | BRH 2 3  | CAT 1 Ret | CAT 2 Ret | DIJ 1 6 | DIJ 2 5  | HOC 1    | HOC2      | 8º    | 40     |

Negrito = Pole Position
Itálico = Volta mais rápida

### GP2 Series
| Ano  | Equipe               | 1         | 2          | 3          | 4          | 5           | 6          | 7         | 8          | 9         | 10          | 11         | 12        | 13         | 14          | 15          | 16         | 17        | 18        | 19        | 20          | 21        | 22       | Clas. | Pontos |
| ---- | -------------------- | --------- | ---------- | ---------- | ---------- | ----------- | ---------- | --------- | ---------- | --------- | ----------- | ---------- | --------- | ---------- | ----------- | ----------- | ---------- | --------- | --------- | --------- | ----------- | --------- | -------- | ----- | ------ |
| 2010 | ART Grand Prix       | ESP FEA 9 | ESP SPR 4  | MON FEA 18 | MON SPR 10 | TUR FEA 3   | TUR SPR 10 | VAL FEA 3 | VAL SPR 10 | GBR FEA 4 | GBR SPR DNS | GER FEA 14 | GER SPR 5 | HUN FEA 13 | HUN SPR Ret | BEL FEA Ret | BEL SPR 12 | ITA FEA 1 | ITA SPR 3 | ABU FEA 3 | ABU SPR Ret |           |          | 5º    | 48     |
| 2011 | iSport International | TUR FEA 2 | TUR SPR 3  | ESP FEA 3  | ESP SPR 5  | MON FEA Ret | MON SPR 13 | VAL FEA 5 | VAL SPR 12 | GBR FEA 5 | GBR SPR 6   | GER FEA 8  | GER SPR 7 | HUN FEA 17 | HUN SPR 5   | BEL FEA 12  | BEL SPR5   | ITA FEA4  | ITA SPR 4 |           |             |           |          | 6º    | 45     |
| 2013 | Russian Time         | MAL FEA7  | MAL SPRRet | BAR FEA6   | BAR SPR1   | ESP FEA21†  | ESP SPR12  | MON FEA1  | MON SPR24  | GBR FEA1  | GBR SPR5    | GER FEA13  | ALE SPR8  | HUN FEA10  | HUN SPR8    | BEL FEA1    | BEL SPR 14 | ITA FEA 2 | ITA SPR4  | SGP FEA 8 | SGP SPR1    | ABU FEA10 | ABU SPR4 | 2º    | 181    |

Negrito = Pole Position
Itálico = Volta mais rápida

### GP2 Asia Series
| Ano     | Equipe               | 1           | 2           | 3            | 4            | 5           | 6          | 7          | 8          | Clas. | Pontos |
| ------- | -------------------- | ----------- | ----------- | ------------ | ------------ | ----------- | ---------- | ---------- | ---------- | ----- | ------ |
| 2009-10 | ART Grand Prix       | ABU1 FEA 18 | ABU1 SPR 18 | ABU2 FEA Ret | ABU2 SPR Ret | BAR1 FEA 13 | BAR1 SPR 4 | BAR2 FEA 6 | BAR2 SPR 2 | 7º    | 12     |
| 2011    | iSport International | ABU FEA 7   | ABU SPR Ret | ITA FEA Ret  | ITA SPR Ret  |             |            |            |            | 12º   | 2      |

Negrito = Pole Position
Itálico = Volta mais rápida

### Fórmula Renault 3.5
| Ano  | Equipe | 1      | 2      | 3      | 4      | 5      | 6      | 7      | 8      | 9        | 10       | 11     | 12      | 13     | 14      | 15     | 16     | 17     | Classificação | Pontos |
| ---- | ------ | ------ | ------ | ------ | ------ | ------ | ------ | ------ | ------ | -------- | -------- | ------ | ------- | ------ | ------- | ------ | ------ | ------ | ------------- | ------ |
| 2012 | ISR    | ALC1 9 | ALC2 2 | MON1 1 | SPA1 3 | SPA2 5 | NÜR1 8 | NÜR2 4 | MSC1 3 | MSC2 Ret | SIL1 Ret | SIL2 1 | HUN1 10 | HUN2 4 | LEC1 10 | LEC2 3 | CAT1 2 | CAT2 8 | 3º            | 177    |

Negrito = Pole Position
Itálico = Volta mais rápida

### Campeonato Mundial de Endurance da FIA
| Ano  | Equipe         | Classe    | 1     | 2     | 3       | 4     | 5     | 6     | 7     | 8     | 9   | Ranking | Pontos |
| ---- | -------------- | --------- | ----- | ----- | ------- | ----- | ----- | ----- | ----- | ----- | --- | ------- | ------ |
| 2014 | AF Corse       | LMGTE Am  | SIL 3 | SPA   | LMS Ret | COA   | FUJ   | XAN   | BAR   | SÃO   |     | 16º     | 17     |
| 2015 | G-Drive Racing | LMP2      | SIL 1 | SPA 9 | LMS 2   | NÜR 2 | COA 1 | FUJ 1 | XAN 2 | BAR 1 |     | 1º      | 178    |
| 2016 | AF Corse       | LMGTE Pro | SIL 1 | SPA 1 | LMS Ret | NÜR   | MEX   | COA   | FUJ   | XAN   | BAR | 2º*     |        |

* = Temporada em andamento
Negrito = Pole Position
Itálico = Volta mais rápida

### 24 Horas de Le Mans
| Ano  | Equipe         | Companheiros de Equipe        | Carro                  | Classe  | Voltas | Pos. | Pos. Classe |
| ---- | -------------- | ----------------------------- | ---------------------- | ------- | ------ | ---- | ----------- |
| 2014 | AF Corse       | Stephen Wyatt Michele Rugolo  | Ferrari 458 Italia GTC | GTE Am  | 22     | DNF  | DNF         |
| 2015 | G-Drive Racing | Roman Rusinov Julien Canal    | Ligier JS P2-Nissan    | LMP2    | 358    | 10º  | 3º          |
| 2016 | AF Corse       | Andrea Bertolini Davide Rigon | Ferrari 488 GTE        | GTE Pro | 143    | DNF  | DNF         |

### Fórmula E
(legenda) (resultados em negrito indicam pole position; resultados em itálico indicam volta mais rápida)
| Ano     | Equipe                 | Chassi                 | 1      | 2     | 3       | 4     | 5       | 6       | 7      | 8      | 9       | 10      | 11    | 12     | 13    | Pos. | Pontos |
| ------- | ---------------------- | ---------------------- | ------ | ----- | ------- | ----- | ------- | ------- | ------ | ------ | ------- | ------- | ----- | ------ | ----- | ---- | ------ |
| 2014–15 | Virgin Racing          | Spark-Renault SRT 01E  | PEQ 3  | PUT 1 | PDE Ret | BUE 7 | MIA 8   | LBH Ret | MON 4  | BER 8  | MOS Ret | LON 6   | LON 1 |        |       | 5°   | 103    |
| 2015–16 | DS Virgin Racing       | Spark-Virgin DSV-01    | PEQ 7  | PUT 2 | PDE Ret | BUE 1 | MEX 6   | LBH 6   | PAR 6  | BER 11 | LON 7   | LON Ret |       |        |       | 4°   | 88     |
| 2016–17 | DS Virgin Racing       | Spark-Virgin DSV-02    | HKG 13 | MAR 2 | BUE Ret | MEX 3 | MON Ret | PAR 16  | BER 7  | BER 7  | NIQ 1   | NIQ 1   | MTL 5 | MTL 4  |       | 4°   | 122    |
| 2017–18 | DS Virgin Racing       | Spark-Virgin DSV-03    | HKG 1  | HKG 5 | MAR 3   | SAN 5 | MEX 17  | PDE 3   | ROM 1  | PAR 3  | BER 7   | ZUR 2   | NIQ 9 | NIQ 10 |       | 3°   | 143    |
| 2018–19 | Envision Virgin Racing | Spark-Audi e-Tron FE05 | DAR 11 | MAR 3 | SAN 1   | MEX 9 | HKG 6   | SNY Ret | ROM 11 | PAR 11 | MON 16† | BER 9   | BRN 4 | NIQ 8  | NIQ 4 | 9°   | 85     |

* Temporada ainda em andamento.
Negrito = Pole position
Itálico = Volta mais rápida